# Iłowo-Osada (gemeente)
De gemeente Iłowo-Osada is een landgemeente in het Poolse woiwodschap Ermland-Mazurië, in powiat Działdowski.
De zetel van de gemeente is in Iłowo-Osada.

## Oppervlakte gegevens
In 2002 bedroeg de totale oppervlakte van gemeente Iłowo-Osada 114,21 km², waarvan:
- agrarisch gebied: 59%
- bossen: 34%

De gemeente beslaat 11,84% van de totale oppervlakte van de powiat.

## Demografie
Stand op 30 juni 2004:
| Omschrijving                   | Totaal | Totaal | Vrouwen | Vrouwen | Mannen | Mannen |
| ------------------------------ | ------ | ------ | ------- | ------- | ------ | ------ |
| eenheid                        | aantal | %      | aantal  | %       | aantal | %      |
| inwoners                       | 7226   | 100    | 3753    | 51,9    | 3473   | 48,1   |
| bevolkingsdichtheid (inw./km²) | 63,3   | 63,3   | 32,9    | 32,9    | 30,4   | 30,4   |

In 2002 bedroeg het gemiddelde inkomen per inwoner 1377,63 zł.

## Administratieve plaatsen (sołectwo)
1. Sołectwo Białuty,
2. Sołectwo Brodowo,
3. Sołectwo Dźwierznia,
4. Sołectwo Gajówki,
5. Sołectwo Iłowo-Osada,
6. Sołectwo Iłowo-Wieś,
7. Sołectwo Janowo,
8. Sołectwo Kraszewo,
9. Sołectwo Mansfeldy,
10. Sołectwo Mławka,
11. Sołectwo Narzym,
12. Sołectwo Pruski,
13. Sołectwo Purgałki,
14. Sołectwo Sochy,
15. Sołectwo Wierzbowo.

## Aangrenzende gemeenten
- Działdowo • Janowiec Kościelny • Kozłowo,
- Lipowiec Kościelny • Mława • Wieczfnia Kościelna